# معركة دنبار

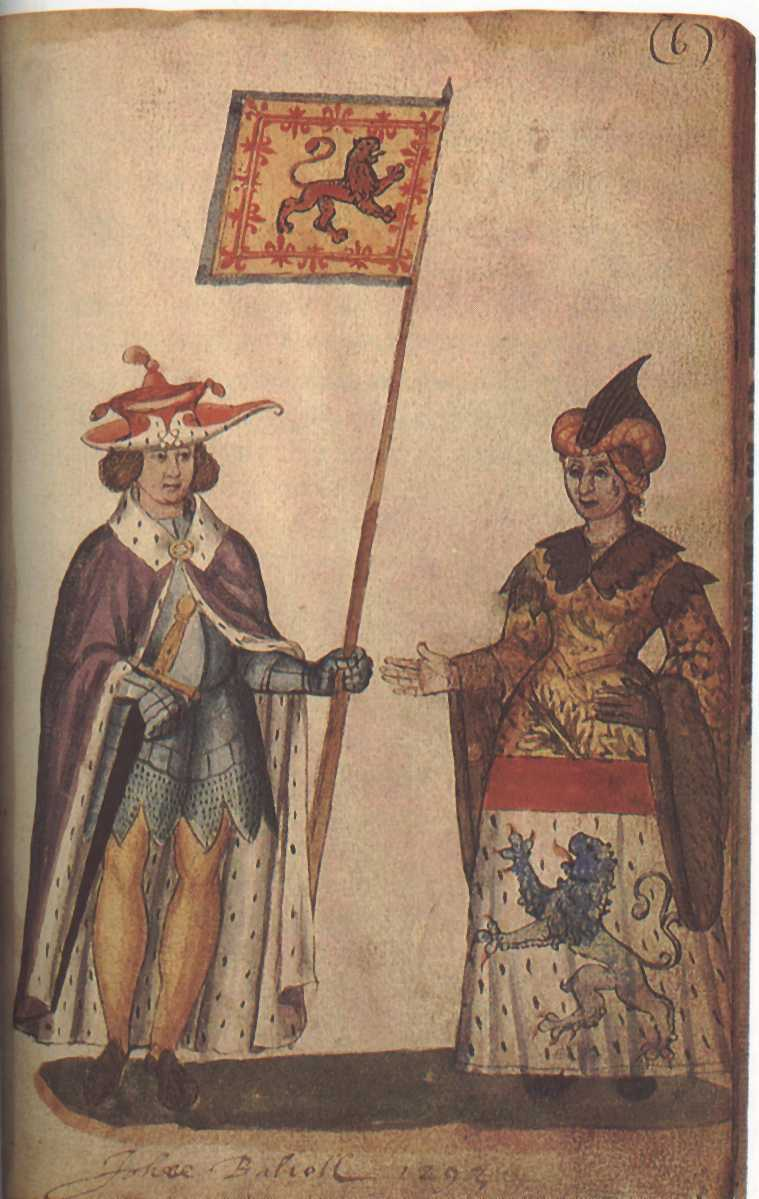

معركة دنبار Dunbar في 1296. في العام 1292، نصب إدوارد الأول ملك إنجلترا،جون من باليول ملكا على اسكتلندا.
وبعدها بثلاث سنوات ساءت العلاقة بين الملكين وفي ربيع 1296 استولى إدوارد على برويك وضرب الحصار على دنبار وفي 27 من ابريل هُزم الجيش الأسكتلندي. تم الاستيلاء على القلعة ثم أعلن إدوارد الأول نفسه ملكا على اسكتلندا.